# Evil Uno & Stu Grayson
 (juillet 2021).
Evil Uno et Stu Grayson (anciennement connus comme les Super Smash Brothers) sont une équipe de catcheurs Face et les fondateurs du Dark Order. Ils travaillent actuellement à la All Elite Wrestling.
Avant la AEW, Uno en tant que Player Uno et Grayson en tant que Stupefied ou Player Dos  catchaient sur le circuit indépendant. Ils débutèrent à la International Wrestling Syndicate (IWS), et sont des anciens Pro Wrestling Guerrilla (PWG) World Tag Team Champions (1 fois).

## Histoire

### Ring of Honor (2009–2010, 2018)
Le 17 avril 2009, les Super Smash Brothers effectuèrent leurs débuts à la Ring of Honor (ROH) en dark match. Le 8 mai 2009, à Never Say Die, ils effectuèrent leurs débuts officiels in-ring en perdant contre Kenny King et Rhett Titus. Le 25 juillet 2009, à Death Before Dishonor VII: Night Two  à Toronto, Ontario, Canada, ils remportèrent un match contre El Generico et Kevin Steen. Le 11 mai 2018, à War of the Worlds à Toronto, Ontario, Canada, Evil Uno et Stu Grayson affrontèrent leurs vieux rivaux The Young Bucks (Matt Jackson et Nick Jackson) mais perdirent contre eux. Ils ne remportèrent pas les ROH World Tag Team Championships le 11 novembre 2018 à Global Wars: Toronto, contre  SoCal Uncensored (Frankie Kazarian et Scorpio Sky).

### All Elite Wrestling (2019-...)

#### The Dark Order (2019-...)
Le 25 mai 2019 lors du premier show inaugural de la All Elite Wrestling : Double or Nothing, accompagnés de nombreux hommes masqués nommés "creepers", ils effectuent leur première apparition en tant que The Dark Order.
Le 13 juillet à Fight for the Fallen, ils remportent un 3-Way Tag Team Match en battant TH2 et Jurassic Express, se qualifiant pour un tournoi désignant les futurs champions du monde par équipe de la AEW à All Out. Le 31 août à All Out, ils se qualifient pour le second tour du tournoi en battant les Best Friends.
Le 23 octobre à Dynamite, ils perdent face à SCU, ne se qualifiant pas pour la suite du tournoi. Le 20 novembre à Dynamite, une série de spots fut diffusée, faisant la promotion du Dark Order par un porte parole du groupe. Plus tard, Alex Reynolds et John Silver rejoignirent le clan.
Le 1er janvier 2020, "The Exalted One" est révélé comme étant le mystérieux leader du Dark Order. Le 29 février à Revolution, ils battent SCU.
Le 18 mars à Dynamite, Brodie Lee fait ses débuts à la All Elite Wrestling, se révélant être "The Exalted One" et le chef du clan, en portant une Clothesline à Christopher Daniels.
Le 22 avril, Preston Vance rejoignit le Dark Order en tant que #10. Le 23 mai à Double or Nothing, Brodie Lee ne remporte pas le titre mondial de la AEW, battu par Jon Moxley. Le 9 juin à AEW Dark, Alan Angels rejoint le clan en tant que #5 et bat Lee Johnson. Le lendemain à Dynamite, c'est au tour de Colt Cabana d'être recruté par le clan, après avoir enchaîné une série de défaites.
Le 29 juillet à Dynamite, ils ne remportent pas les titres mondiaux par équipe de la AEW, battus par «Hangman» Adam Page et Kenny Omega. Après le combat, tous les membres du clan attaquent leurs adversaires, qui seront secourus par les Young Bucks et FTR. Le même soir, Anna Jay apparaît avec les autres membres du clan, rejoignant officiellement le groupe. Le 22 août à Dynamite, #5, Alex Reynolds et John Silver perdent face à l'Elite dans un 6-Man Tag Team Match. Plus tard dans la soirée, Brodie Lee devient le nouveau champion TNT de la AEW en battant Cody Rhodes. Après le match, tous les membres du clan tabassent Cody, Dustin et Brandi Rhodes. Le 5 septembre à All Out, Brodie Lee, Colt Cabana et eux perdent face à The Natural Nightmares (Dustin Rhodes et QT Marshall), Matt Cardona et Scorpio Sky dans un 8-Man Tag Team Match.
Le 7 octobre à Dynamite, Brodie Lee perd face à Cody Rhodes dans un Dog Collar Match, ne conservant pas son titre TNT de la AEW.
Le 26 décembre 2020, le leader du clan, Brodie Lee, meurt d'une maladie pulmonaire après deux mois d'hospitalisation. Le 30 décembre à Dynamite : Tribute to Brodie Lee, la fédération lui rend  hommage dans un show organisé en son honneur. Au cours de cet épisode, tous les membres du clan effectuent un Face Turn. En effet, Colt Cabana et les Young Bucks battent Matt Hardy et Private Party dans le premier 6-Man Tag Team Match. Lance Archer et eux battent The Butcher, The Blade et Eddie Kingston dans le second 6-Man Tag Team Match. Alex Reynolds, John Silver et «Hangman» Adam Page battent MJF, Ortiz et Santana dans le troisième 6-Man Tag Team Match. Anna Jay et Tay Conti battent Britt Baker et Penelope Ford. Et lors du main-event, #10, Cody Rhodes et Orange Cassidy battent la Team Taz dans le Brodie Lee Junior's Dream Match. Après le match, Tony Khan déclara le fils de Brodie Lee champion TNT à vie en lui remettant la ceinture, déclarant que son père était le plus grand champion TNT de l'histoire du titre.

## Palmarès
- Alpha-1 Wrestling
  - A1 Tag Team Championship (2 fois)
- Chikara
  - Campeonatos de Parejas (1 fois)
- Combat Revolution Wrestling
  - Interim CRW Tag Team Championship (1 fois)
- International Wrestling Syndicate
  - IWS Tag Team Championship (1 fois)
- Lucha Toronto
  - Royal Canadian Tag Team Championship (2 fois)
- North Shore Pro Wrestling
  - NSPW Tag Team Championship (2 fois)
- Pro Wrestling Guerrilla
  - PWG World Tag Team Championship (1 fois)
  - Dynamite Duumvirate Tag Team Title Tournament (2012)
- Smash Wrestling
  - F8tful Eight Tournament (2018)
- SoCal Uncensored
  - Match of the Year (2012) vs. Future Shock (Adam Cole & Kyle O'Reilly) et The Young Bucks (Matt Jackson et Nick Jackson) le 21 juillet
  - Tag Team of the Year (2012)
- Squared Circle Wrestling
  - 2CW Tag Team Championship (1 fois)
- Fédération de Lutte Québécoise
  - FLQ Heavyweight Championship (2 fois, actuel) - Grayson